# Cuaró
Cuaró és un poblat de l'Uruguai, ubicat al centre del departament d'Artigas.

## Geografia
Es troba a 99 metres sobre el nivell del mar. Té una població aproximada de 859 habitants.